# Za štěstím
Za štěstím (op. 8) je opera o třech dějstvích českého skladatele Miloše Čeledy na libreto Jáchyma Blechty (vl. jm. Antonína Rába). Měla premiéru 3. dubna 1925 v Národním divadle moravskoslezském v Ostravě; skladatel ji uvedl pod pseudonymem Miloš Čelinský.

## Vznik a charakteristika
Opavský rodák Miloš Čeleda se stal po vzniku Československa předním organizátorem českého kulturního života v Opavě a v letech 1919–1938 byl intendantem České divadelní scény v Opavě, která zajišťovala produkce místních ochotníků stejně jako zájezdová vystoupení Národního divadla z Ostravy, Českého divadla z Olomouce a jiných hostů, včetně operních představení. S ostravským divadlem tak udržoval úzké styky a v něm rovněž uvedl svou druhou (a poslední) operu Za štěstím. Stejně jako v případě jeho předchozí opery, aktovky Když první se vrátí, mu libreto napsal Jáchym Blechta. Jednalo se tentokrát o ambicióznější, tříaktové dílo pro profesionální soubor. Uvedení předcházela delší příprava. Za štěstím se stala první českou operou, která měla původní premiéru v (Moravské) Ostravě.
Ostravské divadlo uvedlo Čeledovu operu celkem šestkrát – čtyřikrát v budově Městského divadla v Ostravě a dvakrát zájezdně v Městském divadle v Opavě, tedy v místě působení obou autorů. Podle časopisu Světozor se hrála „s pronikavým úspěchem“. Představení 14. května 1925 však bylo poslední, vícekrát opera Za štěstím hrána nebyla. Kritika ji přijala vlažně; hudební časopis Dalibor poznamenal: „Nečekali jsme nic novotářského ani sensačního, proto nebyli jsme nijak zklamáni“. Uvítal ji jako skutečnou moravskostravskou operní premiéru, z původních novinek poslední doby nejlepší, i když prý libreto „ubírá se pěšinami až příliš vyšlapanými“. Hudební stavbu považuje za začátečnicky, avšak poctivě konstruovanou, nalézá v díle „dost pestrosti, byť i ne vždy ryzího původu“, jisté výhrady má k instrumentaci. Prakticky bezvýhradní chvály se však dostalo provedení – režie, výprava, hudební vedení i výkony sólistů.
Rukopis opery se zachoval v Čeledově pozůstalosti, kterou uchovává Slezské zemské muzeum v Opavě.

## Osoby a první obsazení
| osoba                                  | hlasový obor | premiéra (3. dubna 1925)               |
| -------------------------------------- | ------------ | -------------------------------------- |
| Havel z Havlovic, velkostatkář         | bas          | Jan Kühn                               |
| Věra, jeho choť                        | mezzosoprán  | Sláva (Tittlová-)Mazáková              |
| Karel Hron, vrchní správce velkostatku | baryton      | František Rennert                      |
| Míťa Boreš, lesní adjunkt              | tenor        | Karel Kügler                           |
| Hajný                                  | bas          | Josef Nebeský                          |
| Jeho žena                              | alt          | Karla (Tichá-)Urbanová                 |
| Liduška, jejich dcera                  | soprán       | Božena Smetanová(-Paulová)             |
| Jan Vlasák                             | tenor        | Jaroslav Líbal                         |
| Liduščina první družička               | soprán       | Anna Stračovská(-Černíková)            |
| Liduščina druhá družička               | soprán       | Věra Kvapilová-Mašková (Langfelderová) |
| Liduščina třetí družička               | mezzosoprán  | Vlasta (Příbramská-)Minaříková         |
| Potulný vesnický zpěvák                | baryton      | Richard Chýla-Graeven                  |
| Dirigent: Mirko Hanák                  |              |                                        |
| Režie: Jan Kühn                        |              |                                        |